# Matelea gentlei
Matelea gentlei là một loài thực vật có hoa trong họ La bố ma. Loài này được (Lundell & Standl.) Woodson mô tả khoa học đầu tiên năm 1941.